# Kika
Kika är en fransk-spansk film från 1993 regisserad av Pedro Almodóvar.

## Handling
Kika och Ramón lever tillsammans. Ramóns styvfar Nicholas flyttar in i lägenheten ovanför och inleder ett förhållande med Kika. Ramón har tidigare haft ett förhållande med Andrea som är TV-programledare. Andrea och Nicholas inleder ett samarbete. 
Ramóns mor har begått självmord, men han misstänker att hon mördats av Nicholas. Andrea får av misstag tag på ett manus av Nicholas och börjar misstänka att han är en massmördare.

## Om filmen
Filmen är inspelad i Madrid och hade världspremiär i Spanien den 29 oktober 1993, den hade svensk premiär 9 september 1994 på Olympia i Stockholm, Sandrew i Göteborg och Metropol i Malmö. Den svenska åldersgränsen är 15 år.
Kvinnan som intervjuar Nicholas i TV-programmet är Pedro Almodóvars mor.

## Rollista
- Verónica Forqué - Kika
- Peter Coyote - Nicholas
- Victoria Abril - Andrea Caracortada
- Àlex Casanovas - Ramón
- Rossy de Palma - Juana
- Santiago Lajusticia - Pablo
- Anabel Alonso - Amparo
- Bibiana Fernández - Susana
- Jesús Bonilla - polis
- Karra Elejalde - polis
- Manuel Bandera - Chico Carretera
- Charo López -  Rafaela
- Francisca Caballero - Doña Paquita
- Mónica Bardem - Paca
- Joaquín Climent - mördare
- Blanca Li - mordoffer
- Claudia Aros - modell
- Agustín Almodóvar - dörreparatör (ej krediterad)

## Musik i filmen
- Danza Española Número 5, komponerad av Enrique Granados, framförd av The London Symphony Orchestra
- Se nos rompió el amor, framförd av Fernanda de Utrera och Bernarda de Utrera
- Concierto para bongo, komponerad av Dámaso Pérez Prado
- Guaglione, komponerad av Nicola Salerno och Giuseppe Fanciulli
- Mamá yo quiero, skriven av Jararaca och Vicente Paiva, framförd av Dámaso Pérez Prado
- Luz de luna, skriven av Álvaro Carrillo, framförd av Chavela Vargas
- The Car Lot, the Package, komponerad av Bernard Herrmann
- Youkali, Tango Habanera, komponerad av Kurt Weill, framförd av Armadillo String Quartet
- La Cumparsita, komponerad av Gerardo Matos Rodríguez, framförd av Xavier Cugat

## Utmärkelser
- 1994 - Fotogramas de Plata - Bästa filmskådespelerska, Verónica Forqué
- 1994 - Goya - Bästa skådespelerska, Verónica Forqué
- 1994 - Premios Sant Jordi - Publikens pris - Bästa spanska film
- 1995 - Premio ACE - Bästa bioskådespelerska, Victoria Abril
- 1995 - Premio ACE - Bästa kvinnliga biroll på bio, Rossy de Palma